# 比奧拉 (加利福尼亞州)
比奧拉（英語：Biola）是位於美國加利福尼亞州弗雷斯諾縣的一個人口普查指定地區。

## 地理
比奧拉的座標為37°48′08″N 120°00′59″W / 37.80222°N 120.01639°W，而該地最高點為海拔高度77米（即253英尺）。

## 人口
根據2010年美國人口普查的數據，比奧拉的面積為1.68平方千米，當中陸地面積為1.68平方千米，而水域面積為0.00平方千米。當地共有人口1623人，而人口密度為每平方千米966人。